# Knurów (gmina)

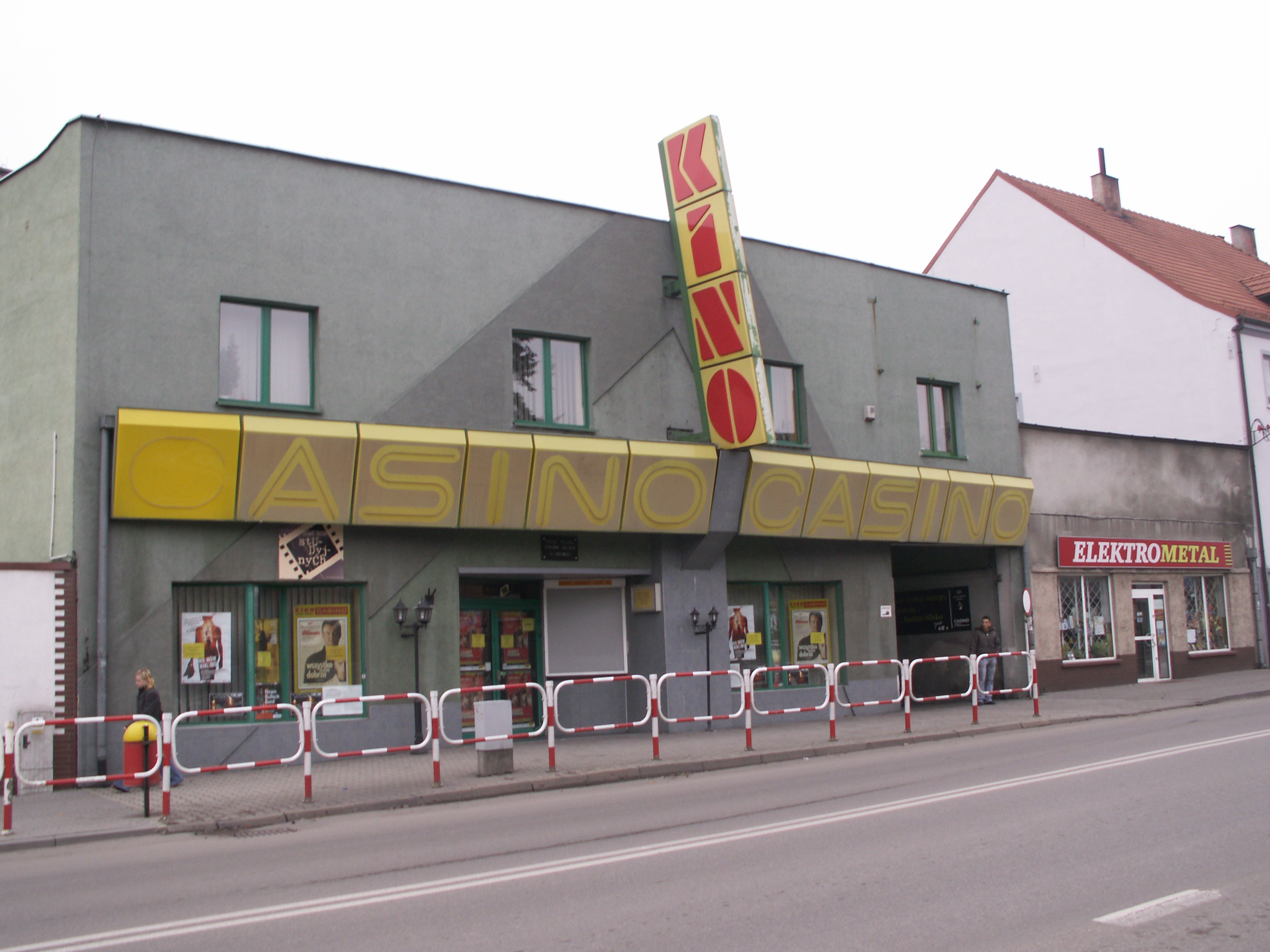
Kino Casino w Knurowie

Knurów – dawna gmina wiejska istniejąca w latach 1945–1950 w woj. śląskim i katowickim (dzisiejsze woj. śląskie). Siedzibą władz gminy była wieś Knurów (od 1951 miasto).
Gmina zbiorowa Knurów powstała w grudniu 1945 w powiecie rybnickim w woj. śląskim (śląsko-dąbrowskim). Według stanu z 1 stycznia 1946 gmina składała się z 2 gromad Knurów i Szczygłowice. Z czasem Szczygłowice usamodzielniły się i utworzyły odrębną gminę Szczygłowice. 6 lipca 1950 zmieniono nazwę woj. śląskiego na katowickie.
Jako gmina wiejska jednostka przestała istnieć z dniem 1 stycznia 1951 wraz z nadaniem Knurowowi praw miejskich i przekształceniem jednostki w gminę miejską, przy jednoczesnym włączeniu do niej gminy Szczygłowice.